# Le grandi storie della fantascienza 8
Le grandi storie della fantascienza 8 (titolo originale Isaac Asimov Presents the Great SF Stories 8 (1946)) è un'antologia di racconti di fantascienza raccolti e commentati da Isaac Asimov e Martin H. Greenberg. Fa parte della serie Le grandi storie della fantascienza e comprende racconti pubblicati nel 1946.
È stata pubblicata nel 1982 e tradotta in italiano l'anno successivo.

## Racconti
- Un Logico chiamato Joe (A Logic Named Joe), di Murray Leinster
- Monumento (Memorial), di Theodore Sturgeon
- Scappatoia (Loophole), di Arthur C. Clarke
- L'incubo (The Nightmare), di Chan Davis
- Spedizione di soccorso (Rescue Party), di Arthur C. Clarke
- Placet è una gabbia di matti (Placet Is a Crazy Place), di Fredric Brown
- L'isola dei conquistatori (Conqueror's Isle), di Nelson Bond
- Loreley delle Rosse Brume (Loreley of the Red Mist), di Leigh Brackett e Ray Bradbury
- La scampagnata d'un milione di anni (The Million-Year Picnic), di Ray Bradbury
- L'ultimo obbiettivo (The Last Objective), di Paul A. Carter
- Stagione di vendemmia (Vintage Season), di Lawrence O'Donnell (pseudonimo di Henry Kuttner e C. L. Moore)
- La prova (Evidence), di Isaac Asimov
- Absalom (Absalom), di Henry Kuttner e C. L. Moore
- Il giocattolo di Mieuh (Mewhu's Jet), di Theodore Sturgeon
- Errore tecnico (Technical Error), di Arthur C. Clarke

## Edizioni
- Isaac Asimov Presents The Great SF Stories 8 (1946), DAW Books, 1982.
- Le grandi storie della fantascienza 8 (1946), traduzione di Giampaolo Cossato e Sandro Sandrelli, SIAD Edizioni, 1983.
- Le grandi storie della fantascienza 8, traduzione di Giampaolo Cossato e Sandro Sandrelli, Bompiani, 1992, ISBN 88-452-1888-0.
- Le grandi storie della fantascienza 8, traduzione di Giampaolo Cossato e Sandro Sandrelli, RCS Periodici, 2006.